# Heteropseudinca lequeuxi
Heteropseudinca lequeuxi är en skalbaggsart som beskrevs av Legrand 1993. Heteropseudinca lequeuxi ingår i släktet Heteropseudinca och familjen Cetoniidae. Inga underarter finns listade i Catalogue of Life.